# 재스민 레이
재스민 레이(Jasmine Rae, 1987년 10월 ~ )는 오스트레일리아의 싱어송라이터이다.